# نیسان پریری
نیسان پریری (Nissan Prairie) خودرویی است که در سال‌های ۱۹۸۲ تا ۲۰۰۴تولید شده‌است. 
این خودرو در کلاس کامپکت ام‌پی‌وی قرار گرفته، است. 